# Belenois hedyle
Belenois hedyle é uma borboleta da família Pieridae.  Pode ser encontrada na Guiné-Bissau, na Guiné, na Serra Leoa, na Libéria, na Costa do Marfim, no Gana, no Togo, no Benim e no oeste da Nigéria. O seu habitat natural localiza-se nas margens de florestas secas.

## Sub-espécies
- Belenois hedyle hedyle (leste de Gana, Togo, Benin, oeste da Nigéria)
- Belenois hedyle ianthe (Doubleday, 1842) (Guiné-Bissau, Guiné, Serra Leoa)
- Belenois hedyle rhena (Doubleday, 1846) (Serra Leoa, Libéria, Costa do Marfim, Gana Ocidental)